# Roc Llop i Convalia
Roc Llop i Convalia (Miravet, 31 de desembre de 1908 – París, 15 d'agost de 1997) va ser un mestre, poeta, anarquista i militant de la CNT. Fou empresonat després dels Fets del sis d'octubre de 1934 i, exiliat, el 1939 fou deportat més de quatre anys al camp nazi de Mauthausen-Gusen. A França fou redactor de la revista Terra Lliure.

## Biografia
Llop va estudiar Magisteri a Tarragona i va exercir a Vallfogona de Riucorb. Durant la Guerra civil espanyola va exercir, també, d'inspector de primer ensenyament. Va ser autor d'assaigs i articles sobre la renovació del sistema educatiu de la República.
A principis de 1939, la seva militància el va portar a l'exili, a la Catalunya del Nord, on després d'una estada als inhumans camps de refugiats va ser enrolat per l'exèrcit francès, ja en guerra amb l'Alemanya de Hitler, en una companyia de treballadors estrangers que va ser enviada a treballar en una fàbrica de Morhange i, després, a fortificar la famosa i inútil Línia Maginot. Ell i els companys del seu grup van caure en mans de la Gestapo al cor dels Vosges i van ser enviats a Gusen, el camp annex al de Mauthausen, on va romandre fins al seu alliberament el 1945. Llop, un home baix i prim, «físicament molt poca cosa», com recordarà anys després Montserrat Roig a Els catalans als camps nazis, hi va sobreviure, malgrat haver estat dues o tres vegades a la barraca dels invàlids per ser gasejat. Va viure quatre anys en aquell infern, des del 1941 fins al 5 de maig del 1945, quan l'exèrcit nord-americà el va alliberar.
Un cop alliberat de Gusen, Llop es trasllada a París on s'implica en la fundació de la Federació Espanyola de Deportats i Internats polítics. Dirigeix el butlletí informatiu de la federació, Hispania. Continua la seua militància a la CNT a l'exili i és responsable de la biblioteca i la secretaria d'organització i finances. A partir dels anys 1950 promou l'edició de Terra Lliure, un butlletí dels catalans llibertaris. Durant aquests anys reprèn la seua tasca literària. Edita Poemes de llum i tenebra, amb el qual va obtenir la Flor Natural als Jocs Florals de l'exili de París de 1965. Nou anys després, amb un recull de contes sobre els camps d'extermini, Contes negres de les vores del Danubi, guanya un accèssit al Víctor Català dels Jocs Florals d'Amsterdam. Poc després publica en francès Mission ratée de l'home sur terre. El 1986 publica Tríptic de l'amor i proses.

### Centenari

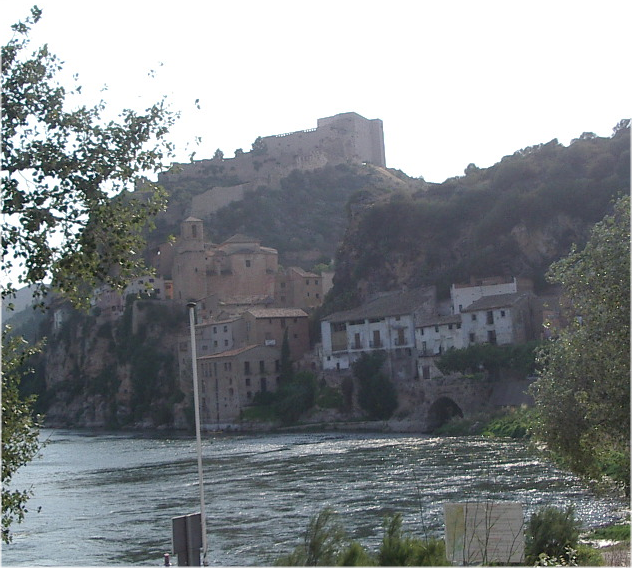
Vista de Miravet.

L'any 2008, en commemoració del centenari del naixement del poeta miravetà, Roc Llop i Convalia, l'Ajuntament de Miravet va organitzar una sèrie d'actes per tal de recordar i reivindicar la figura de l'escriptor, encara molt desconegut, però amb una important vàlua literària. L'objectiu del consistori era finalitzar el 2008 havent aconseguit que la societat conegués qui va ser Roc Llop i quina és la seva obra. A més, aquell mateix estiu es va publicar Roc Llop i Convalia, l'exili d'un poeta miravetà, obra guanyadora del XIII Premi d'Assaig Artur Bladé i Desumvila, que tracta de l'obra i de la vida de l'escriptor.
VilaWeb-El Punt/Natàlia Borbonès: «Als trenta-tres anys com Jesucrist, no!»
Aquest és un extracte de l'escrit que Llop va redactar trenta anys després de la seva estada a Gusen, el qual es pot llegir a "Els catalans als camps nazis", de Montserrat Roig. Treballava al kommando que construïa el ferrocarril que havia d'enllaçar la pedrera de Mauthausen amb el poblet de Sant Jordi i en rememora els instants en què la mort se li feia més present: «La feina era molt dura, sota la pluja, el fred i la neu, que ens deixaven del tot baldats. Les energies de la meitat del cos cap amunt eren de ment i de voluntat, però les cames ja no podien traginar amb el meu cos esquelètic, malgrat de pesar tan poc. No era gaire afalagadora la meva perspectiva ni tampoc deuria ser gaire llarg el temps que em restava de vida. Com podia, exhauria jornada darrera jornada, tot reptant la mort, que m'esperava freda i compadida a cada tombant. Així vaig durar uns dies al kommando, enmig d'insults, cops d'estaca i tot veient com queien els meus companys, emportats pel riure mortal i pel balandreig de la dansa de la mort. ‘Ai, aviat serà per a tu, aquesta dansa!', em deia, ‘No et deixis il·lusionar per aquest riure fatal ni per aquest ball de ritus i de mort!' I va arribar un dia que vaig sortir del camp cap al tall sense forces. ‘Avui la Lletja no mancarà a la cita.' A pesar de veure-la a través de la distància, en un marge del viarany, m'animava a mi mateix amb un monòleg sord i ple de rancúnia: ‘Als trenta-tres anys com Jesucrist, no!' Però jo caminava com si surés, com si tingués el cos de cotó».

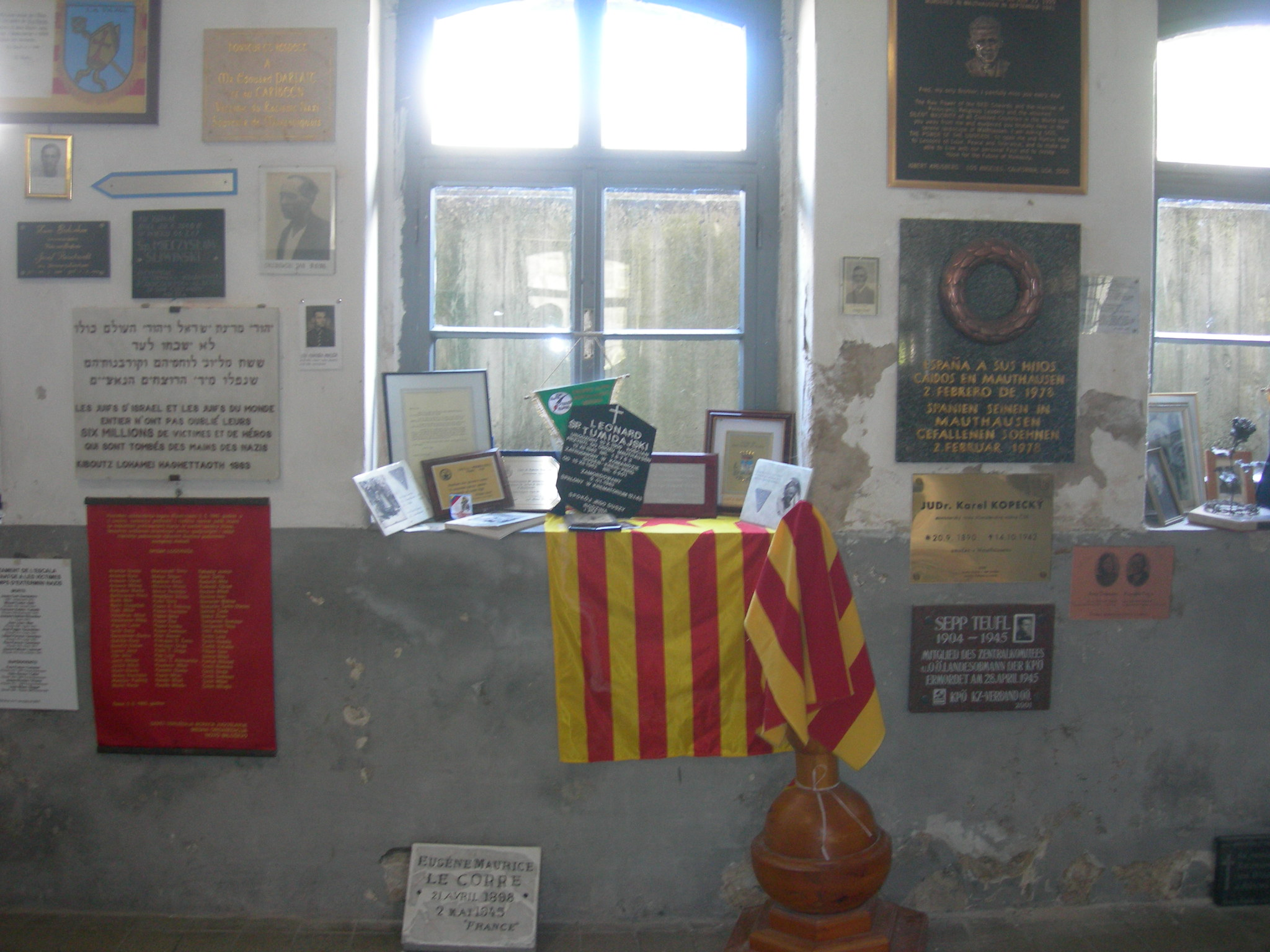
Estelades a la sala dels forns crematoris de Mauthausen en homenatge als catalans i als valencians morts al camp.

Hi ha textos literaris de Llop anteriors a la Guerra civil espanyola. Però és ja durant els primers dies d'exili que comença a escriure, en una mena de dietaris, les seves experiències als camps de refugiats francesos. «Però els escrits es perden enmig d'aquell trasbals», explica Josep M. Sáez, regidor de Cultura de l'Ajuntament de Miravet i coautor, amb Emigdi Subirats, de l'estudi Roc Llop i Convalia, l'exili d'un poeta miravetà, guardonat amb el XIII Premi d'Assaig Artur Bladé i Desumvila. Un cop alliberat de Gusen, Llop es trasllada a París, on s'implica en la fundació de la Federació Espanyola de Deportats i Internats polítics. Allà dirigeix el butlletí informatiu de la federació, "Hispania". També se'l troba a la seu central de la CNT a l'exili, on és el responsable de la biblioteca i la secretaria d'organització i finances. A partir dels anys seixanta, promourà l'edició de Terra Lliure, un butlletí interior dels catalans llibertaris. També reprèn la seva tasca literària: «No és autor d'una obra gaire extensa. Ell mateix acaba editant-se els seus llibres», apunta Sáez. Així, Llop edita "Poemes de llum i tenebra" i "Mission ratée de l'home sur terre" (aquesta última, en francès). El primer obté la Flor Natural dels Jocs Florals de la Llengua Catalana a París, l'any 1965. Nou anys després, amb un recull de contes sobre els camps d'extermini, Contes negres de les vores del Danubi, guanyarà l'accèssit Víctor Català dels Jocs Florals d'Amsterdam, l'any 1974. «Dos premis d'una vàlua, just quan la llengua catalana només trobava la seva expressió a l'exterior, que el consagren com a literat de l'exili català». Encara publicarà Tríptic de l'amor i proses el 1986.

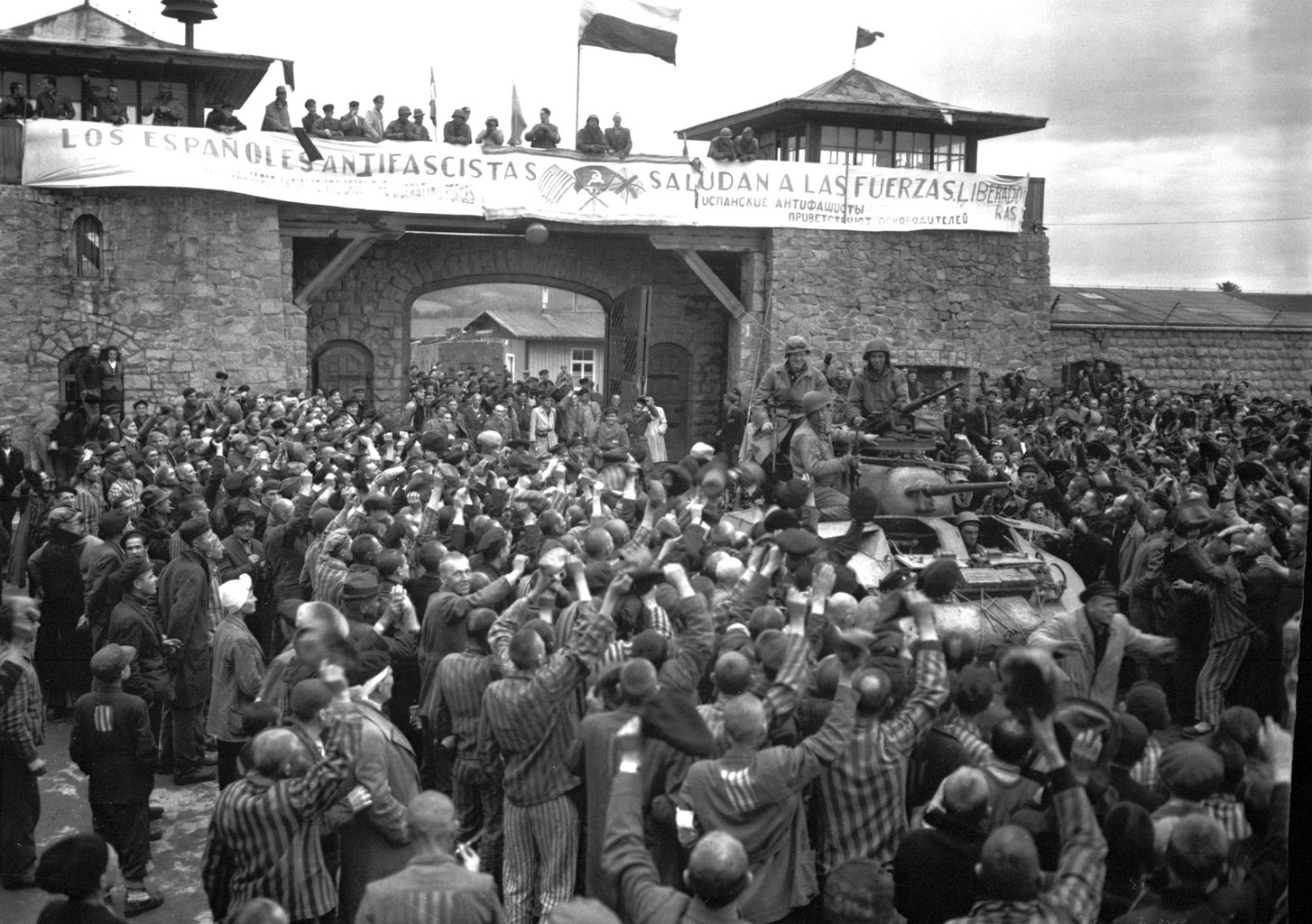
Alliberament de Mauthausen, 6 de maig de 1945.

Però de Llop sobresurt la seva peripècia vital als camps d'extermini, que fins ara gairebé només ha estat recollida en el llibre de Montserrat Roig. Quan Llop escriu sobre tot aquell horror «sempre ho fa destacant-ne una part positiva». «Ell és un humanista i sempre fa una crida a la llibertat i a la fraternitat», explica Sáez. Els records es poden rastrejar també a les necrològiques que Llop dedica als exdeportats que van morint a l'exili. En el dedicat a Amadeo Urzay Arxivat 2007-11-09 a Wayback Machine., rememora els primers dies de llibertat, en què ell i altres supervivents dels camps nazis fan cap al poble d'Aÿ, al país del xampany, on els acull una família catalana fabricant de taps de suro: «Després de tants anys de camps de concentració, de companyies de treball i de camps d'extermini, de mala vida i patiments, era la primera vegada que sèiem en una taula amb estovalles, tovallons i coberts, els quals ja havíem oblidat com s'havien de fer servir», recordarà el miravetà.
Roc Llop torna esporàdicament i discreta (tant que a hores d'ara és impossible trobar una fotografia del poeta) a Miravet a partir dels anys setanta, on passa prou desapercebut. Els seus familiars parlen de tant en tant que ha vingut «el parent de França» a passar uns dies. El 1991, poc abans de morir, l'Ajuntament de Tarragona el convida a participar en unes conferències sobre l'exili. Ell no pot acudir-hi per motius de salut, però dona a l'Arxiu Històric de Tarragona el seu fons personal, que van consultar Josep M. Sáez i Emigdi Subirats i Sebastià per escriure l'assaig, que es va publicar el 2008, com un dels actes programats per recordar la vida i l'obra de Roc Llop i Convalia, poeta i supervivent de l'horror. El mateix any 2008 fou declarat l'any Roc Llop en motiu del centenari a la comarca de Ribera d'Ebre.
| «                     | ...ressec el llavi de dèria, mil febres cremant-li el front. Una fita: Catalunya i la llibertat del món ! | » |
| — Roc Llop i Convalia | |   |

Des de l'any 2008 l'Escola de primària de Miravet porta el seu nom.

## Obra
- Poemes de llum i tenebra. Choisy-le-Roi: Imprimerie des Gondoles, 1967
- Contes negres de les vores del Danubi
- Mission Ratée de l'Home sur Terre, 1979.
- Tríptic de l'amor i proses. Choisy-le-Roi: Imprimerie des Gondoles, 1986